# Rzęśl wiosenna
Rzęśl wiosenna (Callitriche palustris L.) – gatunek rośliny z rodziny babkowatych. Występuje w Europie, Azji i Ameryce Północnej. W Polsce rośnie na obszarze całego kraju.

## Morfologia

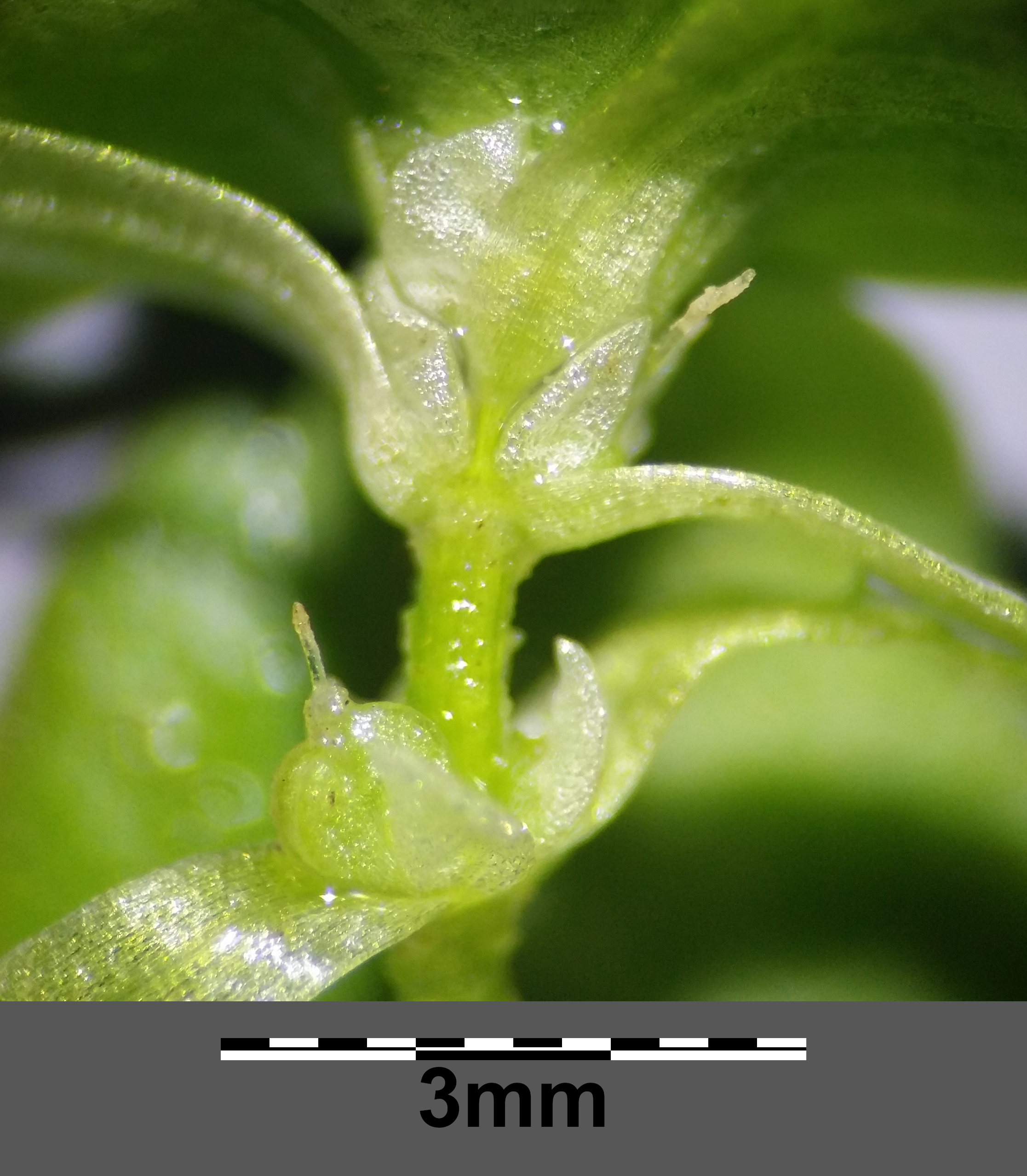
Kwiaty

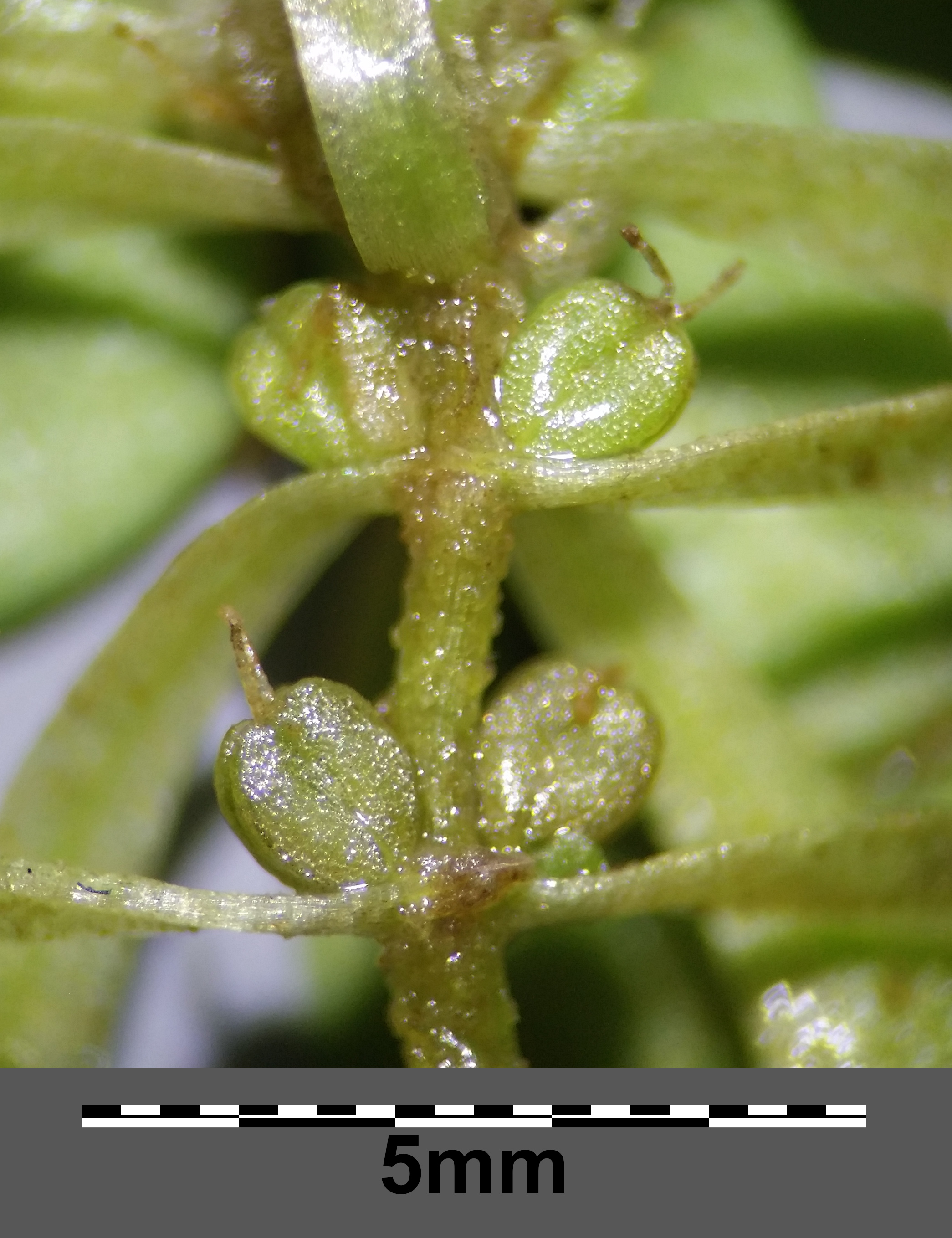
Owoce

PokrójRoślina pokryta niewielkimi, gwiazdkowatymi włosami, zanurzona w wodzie.
ŁodygaO długości 3–150 cm.
LiścieJasnozielone, dolne równowąskie, górne jajowatołopatkowate, 1-3-nerwowe. Liście szczytowe skupione w różyczkę.
KwiatyNadwodne. Dwa podkwiatki, delikatnie wygięte. Szyjka słupka wyprostowana, o długości 1-2 mm, szybko odpada po przekwitnieniu. Pyłek żółty.
OwocNieobłoniony lub obłoniony tylko w górnej części, ciemnobrązowy, odwrotnie jajowaty, dłuższy niż szerszy, o długości 1 mm.

## Biologia i ekologia
Bylina lub roślina jednoroczna, hydrofit. Rośnie w płytkich wodach stojących i płynących. Kwitnie od maja do października. Liczba chromosomów 2n = 20. Gatunek charakterystyczny związku Hottonion.

## Zastosowanie
Surowiec zielarski: napar, alkoholatura, maceraty z ziela (Herba Callitricheae) zawierają: irydoidy, flawonoidy, kwasy fenolowe.
Działanie: rozkurczowe na mięśnie gładkie (spazmolityczne), przeciwzapalne, antyseptyczne, bakteriostatyczne, przeciwwirusowe, hepatoprotekcyjne, moczopędne, immunostymulujące, uspokajające, przeciwkaszlowe. Wskazania: niewydolność wątroby, wirusowe zapalenie wątroby, stany skurczowe układu pokarmowego, układu moczowego i płciowego, stany zapalne gardła, jamy ustnej i przewodu pokarmowego, stany zapalne skóry, zaburzenia w wydzielaniu żółci, owrzodzenia jelit i żołądka.

## Zagrożenia i ochrona
Roślina umieszczona na polskiej czerwonej liście w kategorii DD (stopień zagrożenia nie może być określony). Znajduje się także w Czerwonej księdze gatunków zagrożonych w kategorii LC (najmniejszej troski).